# Centrale nucleare di Maanshan
La centrale nucleare di Maanshan (in cinese 馬鞍山發電廠 Mǎānshān Fādiànchǎng) è una centrale nucleare di Taiwan situata presso la città di Hengchun a Pingtung. L'impianto è composto da 2 reattori di tipologia PWR per 1839MW complessivi.